# Athroolopha orientalis
Athroolopha orientalis är en fjärilsart som beskrevs av Rothschild 1925. Athroolopha orientalis ingår i släktet Athroolopha och familjen mätare. Inga underarter finns listade i Catalogue of Life.